# East Wenatchee
|  | Dieser Artikel wurde aufgrund von inhaltlichen Mängeln auf der Qualitätssicherungsseite des Projektes USA eingetragen. Hilf mit, die Qualität dieses Artikels auf ein akzeptables Niveau zu bringen, und beteilige dich an der Diskussion! Folgende Mängel sollten behoben werden, bevor diese Markierung entfernt werden kann: zu wenig Inhalt --Vorwald (Diskussion) 16:58, 8. Jan. 2019 (CET) |

East Wenatchee ist eine City im Douglas County im US-Bundesstaat Washington in den Vereinigten Staaten und hat 14.158 Einwohner (Stand 2020). East Wenatchee liegt am Columbia River im Südwesten des Douglas County (Washington) auf einer Höhe von 217 m. Der Columbia bildet die Grenze zum benachbarten Chelan County. Gegenüber auf dem anderen Flussufer liegt Wenatchee, der Hauptort des zu Statistikzwecken definierten Wenatchee–East Wenatchee, Washington Metropolitan Statistical Area, das beide Countys umfasst.
Es gibt zwei internationale Partnerschaften. East Wenatchee ist seit 2001 Partnerstadt von Misawa in Japan und die Eastmont Highschool im Ort ist Partnerschule des Andreae-Gymnasiums in Herrenberg, mit der sie seit 1986 regelmäßig einen Schüleraustausch durchführt.
Im Osten innerhalb der Stadtgrenzen befindet sich der Pangborn Memorial Airport. 1931 landeten im heutigen East Wenatchee Clyde Pangborn und Hugh Herndon von Japan kommend nach der ersten Überquerung des Pazifischen Ozeans.